# هندرسن (لوئیزیانا)
هندرسن (به انگلیسی: Henderson) شهری در ایالت لوئیزیانا کشور ایالات متحده آمریکا است که جمعیت آن در سرشماری سال ۲۰۱۰ میلادی، ۱٬۶۷۴ نفر بوده‌است.